# Metachrostis tarda
Metachrostis tarda är en fjärilsart som beskrevs av Turati. Metachrostis tarda ingår i släktet Metachrostis och familjen nattflyn. Inga underarter finns listade i Catalogue of Life.